# Zjednoczone Emiraty Arabskie na Letnich Igrzyskach Olimpijskich 1996
Zjednoczone Emiraty Arabskie na Letnich Igrzyskach Olimpijskich 1996 reprezentowało czterech zawodników. Był to czwarty start reprezentacji Zjednoczonych Emiratów Arabskich na letnich igrzyskach olimpijskich.

## Skład reprezentacji

### Kolarstwo

#### Kolarstwo szosowe
| Zawodnik          | Konkurencja                | Czas | Miejsce |
| ----------------- | -------------------------- | ---- | ------- |
| Ali Sayed Darwish | wyścig ze startu wspólnego | DNF  | DNF     |

### Lekkoatletyka
| Zawodnik         | Konkurencja   | Eliminacje | Eliminacje | Ćwierćfinał | Ćwierćfinał | Półfinał | Półfinał | Finał | Finał   |
| Zawodnik         | Konkurencja   | Wynik      | Miejsce    | Wynik       | Miejsce     | Wynik    | Miejsce  | Wynik | Miejsce |
| ---------------- | ------------- | ---------- | ---------- | ----------- | ----------- | -------- | -------- | ----- | ------- |
| Mohamed Al-Aswad | bieg na 200 m | 21,77      | 74.        | NQ          | NQ          | NQ       | NQ       | NQ    | NQ      |

### Pływanie
| Zawodnik             | Konkurencja           | Eliminacje | Eliminacje | Finał | Finał   |
| Zawodnik             | Konkurencja           | Czas       | Miejsce    | Czas  | Miejsce |
| -------------------- | --------------------- | ---------- | ---------- | ----- | ------- |
| Khuwaiter Al-Dhaheri | 100 m stylem dowolnym | 57,70      | 60.        | NQ    | NQ      |

### Strzelectwo
| Zawodnik           | Konkurencja               | Kwalifikacje | Kwalifikacje | Finał  | Finał   |
| Zawodnik           | Konkurencja               | Punkty       | Miejsce      | Punkty | Miejsce |
| ------------------ | ------------------------- | ------------ | ------------ | ------ | ------- |
| Nabil Abdul Tahlak | karabin pneumatyczny 10 m | 569          | 43.          | NQ     | NQ      |